# Герб Великого Новгорода
Герб муниципального образования — городского округа Вели́кий Но́вгород Новгородской области Российской Федерации — опознавательно-правовой знак, служащий официальным символом муниципального образования.
Ныне действующий герб утверждён 24 ноября 2010 года и внесён в Государственный геральдический регистр Российской Федерации с присвоением регистрационного номера 6682.

## Описание
Геральдическое описание (блазон) гласит:
В серебряном поле на лазоревой оконечности, обремененной двумя парами сообращенных серебряных рыб одна над другой, поддерживаемое по сторонам двумя черными медведями золотое кресло с красной подушкой и спинкой, увенчанной золотым подсвечником о трех серебряных свечах, горящих червлеными пламенами; на подушке поставлены скрещенные золотые увенчанный крестом скипетр и крест.

## История

### Государственная печать и монеты Новгородской республики
В Древней Руси, ввиду слабо развитых феодальных отношений геральдическая традиция так и не сложилась. Однако в некоторых местах существовали протогеральдические знаки, наносившиеся на печати и монеты. Новгород не был исключением.
Знаки на государственных новгородских печатях менялись с течением времени, хотя в целом для них были характерны изображения Христа, светского воина, всадника, птицы (судя по сопровождающим надписям, орла) и льва или фантастического зверя. Чаще всего на печати присутствует один символ на одной из сторон (на противоположной стороне помещались надписи «Печать всего Новгорода», «Новгородская печать и посаднича», «Новгородская печать», «Печать Великого Новгорода»), однако существуют экземпляры со знаками по обеим сторонам (например, печать посадника Фёдора Олисеевича, скреплявшего договор с литовским князем Казимиром IV Ягеллончиком 1441-1442 года: на лицевой стороне изображён орёл, а на оборотной — лев). Первоначально, в XII-XIII веках, на новгородских печатях изображались святые покровители новгородских князей: владельца печати с одной стороны и его отца с другой (например, печать Святополка Мстиславича 1140-х годов, изображающая святых-покровителей самого князя и его отца; или печать Александра Невского, где также изображены святые-покровители Александра и его отца). Древнейшая печать самого Новгорода (например, новгородского посадника или представителей церковной власти Новгорода), а не новгородского князя, сохранившаяся до наших дней, датируется 1262 годом и прикреплена к торговому договору Новгорода с Готландом, Любеком и другими немецкими городами. На ней изображён Спас Вседержитель — восседающий на престоле Иисус Христос с благословляющей рукой. Наряду с ней, этот договор скрепляла княжеская печать Ярослава Ярославича, изображавшая святых Афанасия Великого и Феодора Стратилата. Аналогичная печать скрепляла договор Новгорода с самим Ярославом Ярославичем. В конце XIV века на печатях появляется всадник. В XV веке, согласно датировкам В.Л. Янина, в 1410-1430-е гг. присутствуют все вышеозначенные символы, с середины 1430-х годов по конец 1440-х годов доминируют печати с изображением льва, в 1450-1470-е годы используются печати с изображением орла, а в середине 1470-х годов на печатях изображается некий фантастический зверь, отдалённо напоминающий льва, тигра, грифона или барса (сопровождающая надпись, присутствующая на некоторых экземплярах первой четверти XV века, гласит: «а се лют зверь»). Дмитрий Лихачёв предполагал, что изображение зверя — «эмблема очень типичная» и являлось «почти что гербом Новгорода». Игорь Клейненберг на основании исследованных им источников приходит к выводу, что «лют зверь» на новгородских печатях должен рассматриваться как изображение льва, поскольку данное словосочетание использовалось в новгородском диалекте древнерусского языка для обозначения льва. Существует версия, что эмблемы на печатях связаны с носителями верховной власти Новгорода, и что смена знаков на печатях может быть связана с правлением в соответствующие временные промежутки князей из разных областей Руси, поскольку новгородский князь выбирался вече из числа других русских князей. Так, всадник на печатях может являться эмблемой князей-выходцев из Литвы (Погоня), Тверского или Московского княжества (в частности, появление всадника на печатях связано с принятием в Новгороде наместников тверского князя Михаила Александровича), лев — из Владимирского княжества. В свою очередь, орёл символизировал неограниченную власть, Вседержитель был покровителем самого Новгорода, а воин мог обозначать святого-покровителя князя. Согласно этой версии, исчезновение Вседержителя с новгородских печатей и их замена на эмблемы княжеств, свидетельствует о качественно ином типе отношений владимирского князя, назначенного новгородским, с городом и республикой. Доказательством этой версии можно считать новгородско-московские договоры 1435, 1456 и 1471 годов, именно после которых появляются новые виды печатей, по-разному оформлявших права московских «господина и государя». Данная версия свидетельствует об угасании в Новгороде республиканской традиции и власти посадника и одновременном возрастанием влияния Москвы.
Знак примерно похожего значения располагается на реверсе новгородских монет XV века — серебряные деньги и медные пулы. Он представляет собой две антропоморфные фигуры, одна из которых преклоняется перед второй, стоящей или сидящей на престоле, и носящей корону на голове. Венценосец изображался на новгородских деньгах начиная с 1447 года. Значение изображаемого действия вызывает споры: предполагается, что здесь изображается преклонение новгородца перед князем (вполне возможно, что московским), однако с другой стороны, после находки коллекционером А. Ф. Петровым в 1979-1980 годах двух хорошо сохранившихся медных пул, и последующей атрибутации археологом и нумизматом Петром Гайдуковым, была высказана и вторая версия, заключающаяся в том, что фигура в короне является святой Софией, покровительницей Новгорода (в частности, корона-венец на изображаемом силуэте является лучистым, что является характерной чертой иконографии святой Софии, а не изображения светских правителей).

### Герб Новгорода и новгородской земли в западноевропейской геральдике
Ввиду отсутствия на Руси собственной геральдической традиции западноевропейские герольды иногда сами придумывали гербы для русских земель. Один из таких апокрифических гербов присутствует в анонимной испаноязычной «Книге знаний всех королевств, земель и владений, существующих в мире, гербы и эмблемы каждой земли и владения или королей и властителей, владеющих ими», датирующейся ориентировочно 1350-1360-ми годами. Повествование в данной книге ведётся от лица некого францисканского монаха, путешествующего по миру и зарисовывающего флаги и гербы стран, где он побывал. Однако, вполне вероятно, что автор сочинения нигде не путешествовал, а просто скомпилировал сведения о различных существовавших на тот момент странах и их символах из разных источников. Большую сложность в опознании представляют даваемые в рукописи топонимы. Тем не менее, в данной книге приведены некая «провинция Сиккия» (Скифия?), в которой располагается города Ногарадо, указанный как столица некоего королевства и предположительно являющийся Новгородом. Флаг и герб Новгорода в данной книге представляют собой белый замок или башню на красном фоне. Впоследствии башня появляется и на других апокрифических гербах, якобы относящихся к Руси.
В гербовнике «Хроника Констанцского собора» Ульриха Рихенталя, относящемся к началу-середине XV века, присутствует герб, обозначенный как герб «герцога/князя Белой Руси» (нем. Der Herzog von Wissen Russen). Он представляет четырёхчастный испанский щит, в первой и четвёртой четвертях — золотые кресты на червлёном фоне, а во второй и третей — в лазоревом поле серебряный орёл, стоящий на золотой задней половине тела льва. В XV веке словосочетание «Белая Русь» топографически не всегда было связано с территорией современной Белоруссии, но могло распространяться на Новгородчину, то есть на земли Северо-Восточной Руси. Вероятно, что герб князя Белой Руси может быть основан на орле и звере/льве с новгородских печатей. Данный герб также присутствует в качестве герба Белой Руси и в некоторых других гербовниках XV—XVI веков. В гербовнике Виндхага XVI века присутствует вариант герба, в котором серебряный орёл присутствует во второй четверти, а задняя половина золотого льва — в третей. Однако в поздних гербовниках четырёхчастный герб Белой Руси стал обозначаться для Смоленской земли. Как смоленский герб он иногда рассматривался и в русской историографии.
По рисунку XVI века известен предположительный герб-эмблема ганзейской конторы в Новгороде. Он представляет собой щит, вдоль усечённый пополам, в левой половине находится орёл, а в правой половине располагается ключ, символизирующий святого Петра, поскольку в 1192 году в Немецком дворе была построена посвящённая ему церковь.

### Печать новгородского наместника московского царя и печати в Смутное время
Прообразом современного новгородского герба послужила печать новгородского наместника, изготовленная в 1565 году по приказу Ивана Грозного для скрепления грамот перемирных с шведским королём Новгороду о перемирии и грамот посыльных о порубежных и о всяких делах к шведскому королю.

… царь и великий князь Иван Васильевич всеа Русии велел зделати печать нову в Великий Новград Ноугородским наместником печатати грамоты перемирные с Свейским королём Новугороду о перемирии и грамоты посылные печатати о порубежных и о всяких делех к Свейскому королю; а на ней клейно: место, а на месте посох, а у места с сторону медведь, а з другую сторону рысь, а под местом рыба; а около печати подпись: «царьского величества боярина и Великого Новагорода наместника печать»

Историки спорят, что такое «место» и «рысь», и что символизировали остальные фигуры, а также почему число рыб колебалось.
Историк Джон Лунд высказал гипотезу, по которой появление медведи и рыси на печати могло быть попыткой надавить на шведского короля Эрика XIV, поскольку медведь был символом учреждённого после 1556 герцогства Северной Финляндии (ныне герб провинции Сатакунта) и, видимо, финских владений Швеции в целом (современный герб Финляндии появился в 1580), а рысь — Тавастии (ныне герб провинции Хяме).
На документе 1593 года зафиксирована похожая печать без зверей,  она же упоминается в недатированной росписи печатей царя Алексея Михайловича: «В Великом Новегороде место, а на месте посох, под местом озеро да три рыбки».
В «Царском титулярнике» 1672 года звери возвращаются в виде двух медведей, а «место» сменяет трон. Аналогично и на большой государственной печати Петра I (с той разницей, что рыб нет).

### Городской герб Новгорода до революции
Когда Пётр I в 1708—1712 гг. переименовывал полки, изначально носившие название в честь своих командиров, по городам и губерниям и утверждал им новые знамёна с соответствующей символикой, Новгородские драгунский и пехотный (позднее 43-й егерский) полк получили знамёна со следующим гербом, после незначительных модификаций окончательно утверждённым в 1730 году:

9) Новгородской: по старому на жолтом престоле красная подушка, и от нея к правой стороне скипетр, а к левой крест, от престола на верху под свешник, с тремя горящими свещами жолтые ж, да около престола два медведя черные, поле белое.

Официально герб Великого Новгорода утверждён по Указу императрицы Екатерины II от 16 (27) августа 1781 года. Герб описывался так:

В серебряном поле златые кресла с лежащей красною подушкою, на коей поставлены крестообразно с правой стороны скипетр, а с левой крест, наверху кресел подсвечник с тремя горящими свечами, а по сторонам стоящие два медведя

В 1859 году был представлен следующий проект нового герба Новгорода Великого:

В серебряном поле 2 черных медведя, поддерживающих кресло золотое, с червленой подушкой, на коей поставлены крестообразно с правой стороны скипетр, а с левой крест, над креслом золотой трехсвечник с горящими свечами, в лазоревой оконечности щита 2 серебряные, одна против другой, рыбы.

### Новейшая история городского герба
6 февраля 1969 года была утверждена разновидность герба города, которая имела красный щит, золотых медведей и цифру «859» вместо кресла и звездочку с шестерней в верхней части. Описание герба:

В красном поле щита с зубчатой верхней гранью — золотые цифры 859, над которыми золотая эмблема: пятиконечная звезда, положенная на зубчатую шестерню, а слева и справа стоящие на задних лапах медведи. В синей оконечности щита две золотые рыбы, плывущие навстречу друг другу.

12 сентября 1991 года Новгородский городской Совет народных депутатов восстановил исторический герб города.
С 1998 года город официально именуется Великий Новгород. 23 апреля 1998 года, решением Новгородской городской Думы № 368, был утверждён устав Великого Новгорода, в приложение № 2 которого было приведено следующее описание герба:

На серебряном поле щита два чёрных медведя, поддерживающие золотое кресло с червлёной (красной) подушкой. На сиденье поставлены накрест с правой стороны золотой скипетр, завершённый крестом, с левой стороны — золотой крест. Над креслом золотой трёхсвечник с горящими червлёным пламенем свечами. В лазоревой (синей, голубой) окраине щита четыре серебряные, одна против другой, рыбы.

21 декабря 2006 года, решением Думы Великого Новгорода № 432, гербом Великого Новгорода устанавливался исторический герб Великого Новгорода, официальное геральдическое описание которого дано в Указе императрицы Екатерины II. Согласно геральдическому описанию, с герба было убрано изображение рыб вместе с синей полосой (хотя, несмотря на описание, герб в том виде, в котором он описан в Указе, то есть без рыб, никогда не существовал. И в Полном собрании законов Российской империи XVIII века, и в альбоме «Гербы городов, губерний, областей и посадов Российской империи» 1899 года на гербе Новгорода изображены четыре рыбы на синем фоне).
Однако новгородцы вступились за герб с рыбами. Весной 2008 года члены Новгородского общества любителей древности обратились в городскую Думу Великого Новгорода с убедительной просьбой вернуть в герб изображение рыб. Рассмотрев вопрос на расширенном заседании комиссии по местному самоуправлению и законодательству в ноябре 2009 года, Дума направила письмо в Геральдический совет при Президенте РФ с просьбой к специалистам высказать своё мнение со всех точек зрения (исторической, правовой и финансовой) о возможности дополнения герба Великого Новгорода лазоревой оконечностью с четырьмя серебряными рыбами и регистрации его в Государственном геральдическом регистре Российской Федерации с указанными изменениями.
Государственный герольдмейстер Г. В. Вилинбахов в ответном письме указал, что геральдический совет при президенте РФ считает, что «правильнее продолжать использование герба Великого Новгорода с включением рыб в его состав.<…>Геральдический совет при Президенте РФ не видит затруднений возвращения серебряных рыб на герб города, необходимо лишь грамотно составить геральдическое описание герба с учетом вносимого дополнения».
24 июня 2010 года Дума Великого Новгорода поручила постоянной думской комиссии по местному самоуправлению и законодательству подготовить проект решения Думы «Об установлении официальных символов Великого Новгорода», предусматривающий геральдическое описание и графическое изображение (рисунок) герба Великого Новгорода, направить новое описание и рисунок в Геральдический совет при Президенте РФ на геральдическую экспертизу.
8 июля 2010 года состоялось заседание думской комиссии по местному самоуправлению, где был рассмотрен вопрос возвращения рыб и лазоревой оконечности герба города и принято решение начать процедуру по возвращению рыб на герб.
Герб с «возвращенной» лазоревой оконечностью с четырьмя серебряными рыбами был утвержден решением Думы Великого Новгорода от 24 ноября 2010 года.